# Szeretni bolondulásig
A Szeretni bolondulásig (eredeti cím: Por tu amor) 1999-ben futott mexikói televíziós filmsorozat, Gabriela Spanic és Saul Lisazo főszereplésével. Az 1960-as El Otro (A másik) című mexikói telenovella remake-je. A tévéfilmsorozat a 	Televisa gyártásában készült, és a Televisa forgalmazásában is jelent meg. Műfaját tekintve telenovella, szappanopera, romantikus filmsorozat és filmdráma-sorozat. Mexikóban 1999-ben a Canal de las Estrellas csatorna vetítette, Magyarországon 2000-ben az RTL Klub kereskedelmi csatorna sugározta.
A magyar cím utalás Szécsi Pál egyik legismertebb dalára.

## Történet
A Szeretni bolondulásig című sorozat története a szerelem és a szenvedély körül forog.
A békés mexikói kisváros, San Carlos életét Marco Durán érkezése bolygatja fel. A fiatalember körül szenvedélyek csapnak össze, megannyi érdek ütközik, titkok sora kerül napvilágra.
María del Cielo gyönyörű, fiatal és jószívű teremtés. Az ember első látásra naivnak gondolná, ám ő önálló és céltudatos. Cielo és vőlegénye, Sergio az esküvőjükre készülnek, miközben Cielónak sejtelme sincs arról, hogy húga, Brisa is szerelmes Sergióba. A helyzetet bonyolítja Marco és Cielo találkozása, Marco ugyanis első látásra beleszeret a lányba.
Marco mindent elkövet annak érdekében hogy meghódítsa Cielót, azonban a lány meglehetősen ellenségesen viselkedik vele, számára a férfi csak egy betolakodó. Cielo nem sokkal az esküvője előtt megtudja, hogy vőlegénye megcsalta, méghozzá a húgával.
Brisa bevallja Cielónak, hogy hosszú ideje szerelmes Sergióba, Cielo pedig annak ellenére, hogy szereti Sergiót, arra kéri a férfit, hogy vegye feleségül a húgát. Végül megtartják Brisa és Sergio esküvőjét, Cielo pedig feleségül megy Marcóhoz.
Cielo és Marco házassága nem indul zökkenőmentesen, ráadásul megjelenik a férfi volt barátnője, Miranda, aki mindent elkövet annak érdekében, hogy visszaszerezze Marcót…

## Szereplők
| Szerepnév                            | Színész                         | Magyar Hang         |
| ------------------------------------ | ------------------------------- | ------------------- |
| María del Cielo Montalvo             | Gabriela Spanic                 | Orosz Anna          |
| Aurora Montalvo                      | Gabriela Spanic                 | Orosz Anna          |
| Marco Durán                          | Saúl Lisazo                     | Haás Vander Péter   |
| Nicolás Montalvo                     | Roberto Vander                  | Tarján Péter        |
| Paz Gallardo de Montalvo             | Irán Eory                       | Bókai Mária         |
| Brisa Montalvo                       | Margarita Magaña                | Nemes Takách Kata   |
| Dr. Sergio Zambrano                  | Gerardo Murguía                 | Viczián Ottó        |
| Adelaida Zambrano                    | Norma Lazareno                  | Sáfár Anikó         |
| Lázaro Robledo                       | Joaquín Cordero                 | Uri István          |
| Miranda Narváez                      | Katie Barberi                   | Dudás Eszter        |
| Sonia Narváez                        | Gabriela Goldsmith              | Csampisz Ildikó     |
| Alma Ledesma de Higueras Mayra Rivas | Lourdes Munguía                 | Andresz Kati        |
| Luciano Higueras                     | Claudio Báez                    | Orosz István        |
| René Higueras                        | Mauricio Aspe                   | Csőre Gábor         |
| Agustín Higueras                     | Aitor Iturrioz                  | Seszták Szabolcs    |
| Eliseo Cifuentes                     | Sergio Sánchez                  | Szokolay Ottó       |
| Carlota Álvarez de Cifuentes         | Maleni Morales                  | Menszátor Magdolna  |
| María Fernanda «Marifé» Cifuentes    | Lourdes Reyes                   | Roatis Andrea       |
| Jesús Cifuentes                      | Ramiro Torres                   | Czető Roland        |
| Raquel Parra «Kella»                 | Yadira Santana                  | Makay Andrea        |
| Abigail Parra                        | Adriana Nieto                   | Zsigmond Tamara     |
| David Parra                          | Jorge Poza                      | Minárovits Péter    |
| Ponciano atya                        | Guillermo Aguilar               | Szalai Imre         |
| Leoncio Ariza                        | Carlos Mondén                   | Várkonyi András     |
| Alejandra Avellán                    | Isaura Espinoza                 | Bessenyei Emma      |
| Rafael Luevano                       | Carlos Bracho Alfonso Iturralde | Rosta Sándor        |
| Sandro Valle                         | Roberto Ballesteros             | Bognár Tamás        |
| Julián Leyva                         | Gerardo Albarrán                | Gesztesi Károly     |
| Petra                                | Graciela Estrada                | Holló Orsolya       |
| Hilaria                              | Melba Luna                      | Várnagy Katalin     |
| Azucena                              | Rosita Bouchot                  | Csizmadia Gabriella |
| Olga                                 | Vicky Rodel                     |                     |
| Hilda                                | Pilar Escalante                 |                     |
| Fausto                               | José Antonio Estrada            | Balázsi Gyula       |
| Flor Gómez                           | Fatíma Torre                    | Czető Zsanett       |
| Don Rigoberto                        | Raúl Valerio                    | Palóczy Frigyes     |
| Mauricio Torres                      | Daniel Gauvry                   | Juhász György       |
| Ximena Salazar                       | Rocío Yaber                     | Németh Kriszta      |
| Pereyra bíró                         | Rodolfo Lago                    | Kardos Gábor        |
| Hernán Medina ügyvéd                 | Eduardo Liñán                   | Pálfai Péter        |
| Jorge Alcalá ügyvéd                  | Alejandro Rábago                | Pálfai Péter        |
| Dr. Estela Obregón                   | Raquel Pankowsky                | Némedi Mari         |
| Dr. Guillermo Tovar                  | Enrique Hidalgo                 | Horkai János        |
| Monroy építész                       | Gustavo Negrete                 | Végh Ferenc         |
| Pablo                                | Javier Ortiz                    | Tóth Roland         |
| Josefina                             | Patrícia Martínez               | Andai Katalin       |
| Rosalba                              | Claudia Palacios                |                     |
| Roxana                               | Liza Willert                    | Fabó Györgyi        |
| Pilar                                | Polly                           | Németh Kriszta      |
| Adelaida kuruzslója                  | Irma Torres                     | Illyés Mari         |
| Luciano bankárja                     | Carlos Torres                   | Katona Zoltán       |

## Érdekességek
- Magyarországon a sorozat epizódjait - az első 2 rész kivételével - felezve sugározták.
- Magyarországon a sorozatot 2000. június 17-én kezdte sugározni az RTL Klub kereskedelmi csatorna, Brazíliában pedig szinte pontosan 1 évvel később, 2001. június 18-án kezdődött a telenovella.
- A sorozat Lengyelországban Porywy serca, Görögországban Ola gia tin agapi, míg Brazíliában Por Teu Amor címen futott.
- A Brisát megformáló Margarita Magaña és a Renét alakító Mauricio Aspe 2000-2004 között házasok voltak.
- Gabriela Spanic és Saúl Lisazo ismét együtt dolgoztak a 2006-os Második esély című kolumbiai telenovellában, ahol szintén ők alakították a főszereplő párost.
- Irán Eory és Carlos Mondén a való életben is házasok voltak. (A színésznő 2002. március 10-én elhunyt agyembólia következtében.)

## Forgatási helyszínek

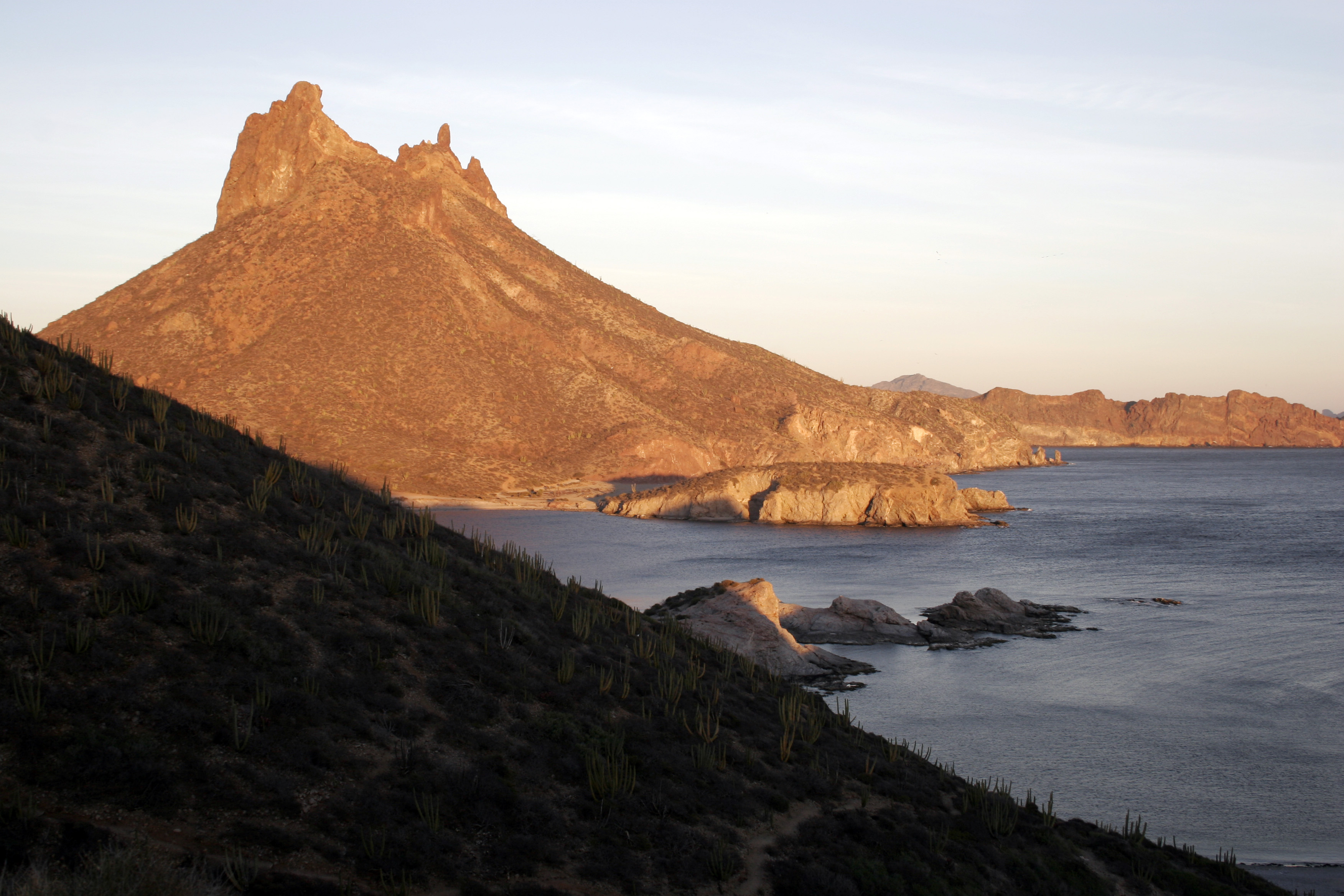
San Carlos

A telenovella jeleneteit a következő mexikói városokban vették fel:
- San Carlos (Sonora állam)
- Guaymas (Sonora)
- Mexikóváros

## Szinkronstáb
- Főcím, szövegek, stáblista felolvasása: Tóth G. Zoltán
- Magyar szöveg: Gyarmati Gergely, Kiss Katalin
- Hangmérnök: Hidvégi Csaba
- Vágó: Ullmann Gábor, Szalkay Péter
- Rendezőasszisztens: Albecker Gabriella
- Gyártásvezető: Szász Andrea
- Szinkronrendező: Gyarmati Gergely
- Producer: Kovács Zsolt
- Szinkronstúdió: Szinkron Systems
- Megrendelő: RTL Klub